# 山本茂一郎
山本 茂一郎（やまもと もいちろう、1898年（明治31年）10月8日 - 1978年（昭和53年）5月13日）は、日本の陸軍軍人、政治家。最終階級は陸軍少将。
陸士31期、陸大38期（優等）。参議院議員（2期）。

## 経歴
和歌山県出身。農業・製糸業山本亀吉の四男として生まれる。五條中学校卒を経て、1919年（大正8年）5月、陸軍士官学校（31期）を卒業。同年12月、歩兵少尉に任官され、歩兵第38連隊付となる。1926年（大正15年）12月、陸軍大学校（38期）を優等で卒業した。
1928年（昭和3年）3月、陸軍省整備局付勤務、整備局課員、イギリス駐在などを経て、1933年（昭和8年）3月、陸軍兵器本廠付に発令され、ジュネーブ軍縮会議日本全権団随員となる。1934年（昭和9年）3月、整備局課員に就任、整備局付（資源局事務官）などを歴任し、1935年（昭和10年）8月、陸相秘書官となった。1938年（昭和13年）7月、軍務局課員（軍務課）となり、1939年（昭和14年）8月、歩兵大佐に進級し歩兵第228連隊長に就任し日中戦争に出征。
1940年（昭和15年）10月から北支那方面軍参謀となり太平洋戦争を迎えた。1942年（昭和17年）3月、教育総監部第1課長となり、1943年（昭和18年）3月、第16軍参謀兼軍政監部総務部長に発令され、同年8月、陸軍少将に進級した。1944年（昭和19年）11月、第16軍参謀長兼ジャワ軍政監となり終戦を迎えた。1946年（昭和21年）4月、戦犯容疑により逮捕された。1948年（昭和23年）1月31日、公職追放仮指定を受けた。1949年（昭和24年）12月、オランダ軍裁判で無罪判決を受けた。1950年（昭和25年）3月に帰国。
1965年（昭和40年）7月、自由民主党から第7回参議院議員通常選挙の全国区に立候補し当選した。1971年（昭和46年）6月、第9回参議院議員通常選挙で再選されたが、1977年（昭和52年）7月の第11回参議院議員通常選挙には出馬せず引退した。この間、参議院沖縄及び北方問題に関する特別委員会委員長、第2次田中角栄第1次改造内閣の農林政務次官などを務めた。その他、軍人恩給連盟全国連合会長、自民党和歌山県連顧問、日本インドネシア協会顧問などを歴任した。
1978年（昭和53年）5月13日死去、79歳。死没日をもって正五位から正四位に叙される。

## 栄典
- タイ王冠勲章コマンダー - 1940年（昭和15年）4月22日[9]
- 銀杯一組 - 1971年（昭和46年）11月3日[10]。
- 勲二等旭日重光章 - 1976年（昭和51年）11月3日[11]。
- 正四位 - 1978年（昭和53年）5月13日

## 親族
- 妻 山本光子 山田陸槌（陸軍中将）の娘[1]

## 著書
- 『回想録 - 激動の人生八十年』山本光子、1978年。
- 『私のインドネシア - 第十六軍時代の回想』日本インドネシア協会、1979年。